# X-Men (filmserie)
 For alternative betydninger, se X-Men (flertydig). (Se også artikler, som begynder med X-Men)
X-men er en amerikansk serie af superheltefilm, der er baseret på det fiktive superhelteteam af samme navn, der oprindeligt optrådte i tegneserier skabt af Stan Lee og Jack Kirby, og udgivet af Marvel Comics. 20th Century Fox erhvervede filmrettighederne til figurerne i 1994, og efter mange udkast blev Bryan Singer hyret til instruere X-men (2000) og dens efterfølger, X2 (2003), mens Brett Ratner instruerede X-men: The Last Stand (2006). I maj 2014 havde DVD- og BluRay-salget af de første seks film indtjent mere end $620 mio i USA.

## Modtagelse

### Indtjening
| Film                       | Udgivelsesdato    | Udgivelsesdato    | Bruttoindtjening (Box Office Gross) | Bruttoindtjening (Box Office Gross) | Bruttoindtjening (Box Office Gross) | Rang        | Rang   | Produktionsbudget | Ref.   |
| Film                       | USA               | Andre territorier | Nordamerika                         | Andre territorier                   | Verden                              | Nordamerika | Verden | Produktionsbudget | Ref.   |
| -------------------------- | ----------------- | ----------------- | ----------------------------------- | ----------------------------------- | ----------------------------------- | ----------- | ------ | ----------------- | ------ |
| X-Men                      | 14. juli, 2000    | 13. juli, 2000    | $157.299.717                        | $139.039.810                        | $296.339.527                        | 272         | 378    | $75 mio.          | [ 2 ]  |
| X-Men 2                    | 2. maj, 2003      | 30. april, 2003   | $214.949.694                        | $192.761.855                        | $407.711.549                        | 143         | 219    | $110 mio.         | [ 3 ]  |
| X-Men: The Last Stand      | 26. maj, 2006     | 24. maj, 2006     | $234.362.462                        | $224.997.093                        | $459.359.555                        | 114         | 181    | $210 mio.         | [ 4 ]  |
| X-Men Origins: Wolverine   | 1. maj, 2009      | 29. april, 2009   | $179.883.157                        | $193.179.707                        | $373.062.864                        | 210         | 249    | $150 mio.         | [ 5 ]  |
| X-Men: First Class         | 3. juni, 2011     | 1. juni, 2011     | $146.408.305                        | $207.215.819                        | $353.624.124                        | 310         | 282    | $160 mio.         | [ 6 ]  |
| The Wolverine              | 26. juli, 2013    | 24. juli, 2013    | $132.556.852                        | $282.271.394                        | $414.828.246                        | 379         | 211    | $120 mio.         | [ 7 ]  |
| X-Men: Days of Future Past | 23. maj, 2014     | 21. maj, 2014     | $233.921.534                        | $513.941.241                        | $747.862.775                        | 116         | 69     | $200 mio.         | [ 8 ]  |
| Deadpool                   | 12. februar, 2016 | 10. februar, 2016 | $362.973.734                        | $409.287.009                        | $772.260.743                        | 31          | 64     | $58 mio.          | [ 9 ]  |
| X-Men: Apocalypse          | 27. maj, 2016     | 18. maj, 2016     | $151.126.991                        | $372.684.672                        | $523.811.663                        | 331         | 160    | $178 mio.         | [ 10 ] |
| Total                      | Total             | Total             | $1.813.579.421                      | $2.541.638.230                      | $4.355.217.651                      |             |        | $1,261 mia.       | [ 11 ] |

### Kritik
| Film                       | Rotten Tomatoes       | Metacritic          | CinemaScore |
| -------------------------- | --------------------- | ------------------- | ----------- |
| X-Men                      | 81% (167 anmeldelser) | 64 (33 anmeldelser) | A−          |
| X2                         | 86% (235 anmeldelser) | 68 (37 anmeldelser) | A           |
| X-Men: The Last Stand      | 58% (232 anmeldelser) | 58 (38 anmeldelser) | A−          |
| X-Men Origins: Wolverine   | 38% (252 anmeldelser) | 40 (39 anmeldelser) | B+          |
| X-Men: First Class         | 87% (271 anmeldelser) | 65 (38 anmeldelser) | B+          |
| The Wolverine              | 70% (234 anmeldelser) | 60 (43 anmeldelser) | A−          |
| X-Men: Days of Future Past | 91% (276 anmeldelser) | 74 (43 anmeldelser) | A           |
| Deadpool                   | 84% (263 anmeldelser) | 65 (49 anmeldelser) | A           |
| X-Men: Apocalypse          | 48% (270 anmeldelser) | 52 (48 anmeldelser) | A−          |